# Eupinivora
Eupinivora es un género de polillas tortrícidas categorizado en la tribu Cochylini, de la subfamilia Tortricinae. Fue descrito por J.W. Brown en 2013.

## Especies
- Eupinivora albolineana J.W. Brown, 2013
- Eupinivora angulicosta J.W. Brown, 2013
- Eupinivora hamartopenis (Razowski, 1986)
- Eupinivora ponderosae J.W. Brown, 2013
- Eupinivora rufofascia J.W. Brown, 2013
- Eupinivora thaumantias (Razowski, 1994)
- Eupinivora unicolora J.W. Brown, 2013